# Marco Politi
Marco Politi (* 29. Januar 1947 in Rom) ist ein italienischer Vatikanist und Buchautor. 
Politi schrieb 20 Jahre für die italienische Tageszeitung La Repubblica und war für das Blatt Berichterstatter aus dem Vatikan. Später wechselte er zum Fatto Quotidiano. Als Gastautor schrieb er zudem für Die Zeit und die Frankfurter Allgemeine Zeitung. 
Mehrere seiner Bücher wurden ins Deutsche übersetzt. Er selbst spricht exzellent Deutsch. Er gilt als einer der bekanntesten vaticanisti Italiens. Gemeinsam mit dem amerikanischen Starjournalisten Carl Bernstein verfasste er eine politische Biografie des polnischen Papstes Johannes Paul II. 2012 veröffentlichte er die Monografie Benedikt. Krise eines Pontifikats, in der er Papst Benedikt XVI. Führungsschwäche im Amt zuschreibt. 2020 beschrieb Politi in Das Franziskus-Komplott, welche konservativen Netzwerke, Kardinäle und Bischöfe im Vatikan und im Ausland Papst Franziskus bekämpfen.

## Publikationen (Auswahl)
- Seine Heiligkeit. Johannes Paul II. und die Geheimdiplomatie des Vatikans mit Carl Bernstein, C. Bertelsmann, München 1997, ISBN 978-3570120446 (Sua Santità, Rizzoli, 1996).
- La confessione. Un prete gay racconta la sua storia, Editori Riuniti, 2000
- Il ritorno di Dio. Viaggio tra i cattolici d'Italia, Mondadori, 2004
- Io, prete gay, Mondadori, 2006
- Papa Wojtyła. L'addio, Morcelliana, 2007
- La Chiesa del no. Indagine sugli italiani e la libertà di coscienza, Mondadori, 2009
- Benedikt. Krise eines Pontifikats, Rotbuch 2012. ISBN 978-3867891714 (Joseph Ratzinger. Crisi di un papato, Laterza, 2011)
- Franziskus unter Wölfen, Herder 2015. ISBN 978-3-45134286-8 (Francesco tra i lupi. Il segreto di una rivoluzione, Laterza, 2014)
- Das Franziskus-Komplott. Der einsame Papst und sein Kampf um die Kirche, Herder 2020. ISBN 978-3-451-39446-1 (La solitudine di Francesco : un papa profetico, una Chiesa in tempesta, Laterza, 2019)
- Der Unvollendete. Franziskus' Erbe und der Kampf um seine Nachfolge. Herder, Freiburg 2025, ISBN 978-3-451-39745-5.